# Morris Finley
Morris Finley (Lafayette, Alabama, 2 de agosto de 1981) es un exjugador de baloncesto estadounidense. Con 1.80 de estatura, su puesto natural en la cancha era el de base.

## Trayectoria
Morris era un combo, que podía ocupar las posiciones de base y escolta, con una vasta experiencia en el basket continental, sobre todo en el pallacanestro italiano, donde ha jugador en Rieti, Milan y Siena. Entre su amplia experiencia en Europa, Morris Finley ha llegado a jugar la Euroliga con el Montepaschi Siena y el Olimpia Milano, pero fue cortado por este último club después de sufrir una importante lesión de rodilla. Después de viajar a su ciudad natal para recuperarse, firmaría en 2011-12 por el Fenerbahçe Ülker, pero tan solo jugaría 5 partidos en la liga turca. Tras un año sin equipo en enero de 2013 fichó por el Lagun Aro GBC de la Liga ACB.
Debutó en liga Endesa en 2013, concretamente con Gipuzkoa Basket. En el equipo donostiarra ofreció un óptimo rendimiento jugando de escolta, firmando 11.5 puntos, 3.1 rebotes y 1.7 asistencias por encuentro. 
En diciembre de 2013 llegó a un acuerdo para incorporarse a Tuenti Móvil Estudiantes por lo que resta de temporada, pero poco después, sin llegar a debutar, dejó el club alegando motivos personales.